# American Sociological Review
American Sociological Review je dvouměsíční recenzovaný akademický časopis, pokrývající všechny aspekty sociologie. Je vydáván vydavatelstvím SAGE Publishing jménem Americké sociologické asociace. Založen byl v roce 1936. Šéfredaktory jsou Arthur S. Alderson (Indiana University-Bloomington) a Dina G. Okamoto (Indiana University-Bloomington).

## Historie
Prvních třicet let byla Americká sociologická společnost (nyní Americká sociologická asociace) z velké části ovládána katedrou sociologie na Chicagské univerzitě a kvazi-oficiálním časopisem asociace byl chicagský American Journal of Sociology. V roce 1935 výkonný výbor Americké sociologické společnosti hlasoval 5 ku 4 proti zrušení American Journal of Sociology jako oficiálního časopisu společnosti. Toto opatření bylo předáno k projednání valné hromadě, která hlasovala 2 ku 1 pro založení American Sociological Review, nového časopisu, nezávislého na Chicagu.

## Abstrakce a indexování
Časopis je zařazen (abstrahován a indexován) v:
- Academic Search Premier
- Current Contents/Social & Behavioral Sciences
- Current Index to Statistics
- FRANCIS
- International Bibliography of the Social Sciences
- ProQuest databases
- PsycINFO
- Scopus
- Social Sciences Citation Index
- Sociological Abstracts

Podle Journal Citation Reports byl pro rok 2019 impakt faktor 6,372. To jej zařadilo na 2. místo ze 150 časopisů v kategorii „Sociologie“.

## Bývalí redaktoři
Šéfredaktory byli:
- F.H. Hankin (Smith College (1936–1937)
- Read Bain (Miami University (1938–1942)
- Joseph K. Folsom (Vassar College (1943–1944)
- F. Stuart Chapin and George B. Vold (University of Minnesota (1945–1946)
- Robert C. Angell (University of Michigan (1947–1948)
- Maurice R. Davie (Yale University (1949–1951)
- Robert E.L. Faris (University of Washington (1952–1955)
- Leonard Broom (University of California, Los Angeles (1956–1957)
- Charles Page (Smith College (1958–1960)
- Harry Alpert (University of Oregon (1961–1962)
- Neil J. Smelser (University of California, Berkeley (1963–1965)
- Norman Ryder (University of Wisconsin (1966–1968)
- Karl F. Schuessler (Indiana University (1969–1971)
- James F. Short Jr. (Washington State University (1972–1974)
- Morris Zelditch (Stanford University (1975–1977)
- Rita J. Simon (University of Illinois, Urbana (1978–1980)
- William Form (University of Illinois, Urbana (1981)
- Sheldon Stryker (Indiana University (1982–1986)
- William Form (Ohio State University (1987–1989)
- Gerald Marwell (University of Wisconsin (1990–1993)
- Paula England (University of Arizona (1994–1996)
- Glenn Firebaugh (Pennsylvania State University (1997–2000)
- Charles Camic and Franklin Wilson (University of Wisconsin (2000–2003)
- Jerry Jacobs (University of Pennsylvania (2003–2006)
- Randy Hodson and Vincent Roscigno (Ohio State University (2006–2009)
- Tony Brown, Katharine M. Donato, Larry W. Isaac, and Holly J. McCammon, Vanderbilt University (2010-2012)
- Larry W. Isaac and Holly J. McCammon, Vanderbilt University (2013-2015)
- Omar Lizardo, Rory M. McVeigh, and Sarah Mustillo, University of Notre Dame (2016-2020)